# Бородулин, Лев Абрамович
Лев Абра́мович Бороду́лин (25 января 1923, Москва — 21 декабря 2018, Израиль) — советский и израильский фотограф, мастер спортивной фотографии.

## Биография
В 1940 поступил на художественное отделение Московского полиграфического института, но уже через год ушёл на фронт. Прошёл всю войну, дважды был серьёзно ранен, награждён медалями «За оборону Москвы» и «За взятие Берлина». После войны он вернулся в институт заканчивать образование.
Фотографией стал заниматься после окончания института. Первая публикация состоялась в 1947 году в студенческой газете «Сталинский печатник».
В 1950—1960 годах работал фотографом в редакции журнала «Огонёк». Фотографировал спортивные соревнования, в том числе и крупные международные, проводившиеся за границей.
Фотография на обложке номера «Огонька», который был посвящён Летним Олимпийским играм 1960 года, была раскритикована Михаилом Сусловым, чья статья была напечатана в газете «Правда» как «письмо читателя».
Первый фотограф в СССР, который использовал объектив «рыбий глаз».
«Photography Year Book» в 1964 году признаёт Льва Бородулина «звездой» мировой фотографии. В 1967 году японская газета «Асахи» признала Льва Бородулина лучшим фотографом года. В 1971 году в Мюнхене Лев Бородулин был награждён за достижения в области спортивной фотографии золотой олимпийской медалью.
В 1973 году переехал в Израиль, проживал в Тель-Авиве, где продолжал работу в качестве фотографа.
Фотографии Бородулина продавались на аукционах Sotheby’s, Christie’s, Bonhams, Swann.
Будучи в Израиле, Бородулин прославился и как успешный коллекционер, создав с сыном Александром Фонд Borodulin Collection – одно из крупнейших в мире собраний классической советской фотографии, где представлены работы мастеров советской фотографии — Александра Родченко, Аркадия Шайхета, Евгения Халдея, Якова Халипа, Самария Гурария, Макса Альперта, Георгия Зельмы, Якова Рюмкина и других.
Ушёл из жизни 21 декабря 2018 года.